# Guiroue
Die Guiroue ist ein Fluss in Frankreich, der im Département Gers in der Region Okzitanien verläuft. Sie entspringt im nördlichen Gemeindegebiet von Saint-Christaud, entwässert generell in nördlicher Richtung und mündet nach rund 26 Kilometern im Gemeindegebiet von Vic-Fezensac als linker Nebenfluss in die Osse.

## Orte am Fluss
(Reihenfolge in Fließrichtung)
- Bassoues
- Callian
- Cazaux-d’Anglès
- Roquebrune
- Vic-Fezensac